# Виборзьке (електродепо)
60°04′05″ пн. ш. 30°19′15″ сх. д. / 60.06806° пн. ш. 30.32083° сх. д.
ТЧ-6 «Виборзьке» — депо Петербурзького метрополітену, розташоване на Московсько-Петроградській лінії, за станцією «Парнас». Обслуговує поїзда Московсько-Петроградської лінії.
Будівництво велося прискореними темпами, щоб розвантажити депо «Невське», що обслуговувало після «розмиву» відразу дві лінії. Було відкрито 1 лютого 2000. У 2009 було завершено процес передачі найкращих вагонів з ТЧ-5 «Невське», щоб перейти до обслуговування тільки нової Фрунзенсько-Приморської лінії. З 1 серпня 2013 обслуговує Московсько-Петроградську лінію. Від депо є залізничний гейт до станції Парнас.

## Будівництво
18 грудня 2008 була здана друга черга на 15 канав, розпочато монтаж обладнання. Розпочато будівництво третьої черги депо, в тому числі корпусу на 9 відстійні і 2 фарбувальні канави. Завершення будівництва третьої черги електродепо планувалося на 2010. За оцінкою міського уряду кошторис будівництва депо становив 5-6 мільярдів рублів. Будівництво вело ЗАТ «Управління-20 Метробуд».

## Лінії, що обслуговує
| Лінія                          | Роки                 |
| ------------------------------ | -------------------- |
| Правобережна лінія             | 2000—2009*           |
| Фрунзенсько-Приморська лінія   | 2008 — 2013          |
| Московсько-Петроградська лінія | З 2013 до сьогодення |

* Електродепо обслуговувало Правобережну лінію до відділення від неї Приморського радіусу у 2009 році. Після відкриття станції «Спаська» ТЧ-6 «Виборзьке» займалося обслуговуванням рухомого складу тільки Фрунзенсько-Приморської лінії.